# أشعياء 7:14

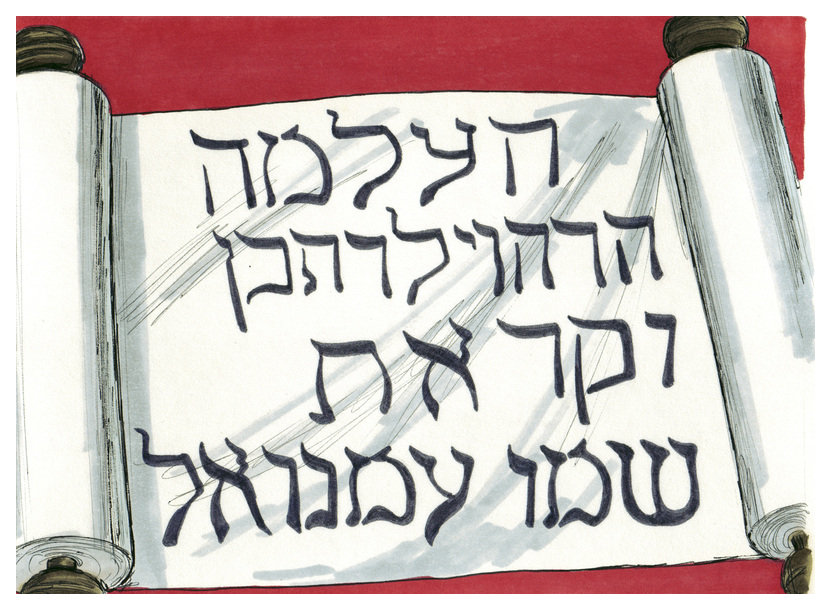

أشعيا 07:14 هي آية من سفر إشعيا التي تعزى لإشعياء النبي، مخاطبًا الملك آحاز من يهوذا، الذي وعد الملك إن شاء الله بتدمير أعدائه. بوصفها علامة على أن أوراكل (تعريف) هو واحد صحيح، أشعيا يتوقع أن امرأة شابة سوف يتم لها ولادة الطفل الذي سيكون له اسم عمانوئيل "الله معنا"، وأن التهديد من ملوك العدو سوف يتلاشى قبل أن يكبر الطفل [بحاجة لمصدر].
يتفق معظم العلماء على أن المعنى العام للكلمة العبرية المشح هي امرأة شابة، في كثير من الأحيان يجري التركيز أن المرأة شابة قد تكون أو لا تكون عذراء.  إنجيل متى استخدم السبعونية الترجمة الصورة من الكلمة العبرية المشح كما اليونانية بارثينوس (وهي الكلمة التي عادة ما تعني العذرية) دعمًا له مفهوم ولادة العذراء يسوع. كثير من المسيحيين المحافظين لا يزالون يحكمون على مدى مقبولية ترجمات الكتاب المقدس الجديدة من خلال الطريقة التي تتعامل مع أشعياء 07:14.

## السياق التاريخي
في منتصف القرن الثامن قبل الميلاد، حاصرت مملكة إسرائيل (التي تسمى أفرايم في إشعياء) وحليفتها آرام دمشق (أو سوريا) القدس لإجبار الملك آحاز على الانضمام إلى تحالف ضد الحضارة الآشورية، "القوة العظمى" العدوانية في الشمال الشرقي. لجأ آحاز إلى آشور نفسها طلبًا للمساعدة، ولكن على الرغم من أن الآشوريين دمروا سوريا وأفرايم، أصبحت يهوذا تابعة لآشور. في أواخر القرن الثامن، تمرد حزقيا، ابن آحاز وخليفته، معتقدًا أنه بمساعدة المصريين يمكنه استعادة استقلال يهوذا؛ لكن المساعدة المصرية لم تكن قادمة، وُضعت القدس تحت الحصار مرة أخرى، ولم يتمكن حزقيا من إنقاذ نفسه إلا من خلال دفع الجزية. بحلول أواخر القرن السابع سقطت آشور في قبضة "قوة عظمى" جديدة، وهي بابل، وفي عام 586 قبل الميلاد غزاها البابليون ورُحِّل سكانها إلى بلاد ما بين النهرين. ولكن السبي لم يستمر سوى بضعة عقود، ففي عام 539 غزاها الفرس وسُمح لليهود بالعودة إلى القدس.